# Rally del Messico 2012
Il Rally del Messico, che si è corso dall'8 all'11 marzo, è stato il terzo della stagione 2012 e ha registrato la vittoria di Sébastien Loeb.

## Risultati

### Classifica
| Pos      | Pilota            | Co-pilota            | Auto                       | Tempo     | Distacco  | Punti    |
| Generale | Generale          | Generale             | Generale                   | Generale  | Generale  | Generale |
| -------- | ----------------- | -------------------- | -------------------------- | --------- | --------- | -------- |
| 1.       | Sébastien Loeb    | Daniel Elena         | Citroën DS3 WRC            | 4:15:32.7 | 0.0       | 27       |
| 2.       | Mikko Hirvonen    | Jarmo Lehtinen       | Citroën DS3 WRC            | 4:16:15.1 | 42.4      | 18       |
| 3.       | Petter Solberg    | Chris Patterson      | Ford Fiesta RS WRC         | 4:17:44.1 | 2:11.4    | 18       |
| 4.       | Mads Østberg      | Jonas Andersson      | Ford Fiesta RS WRC         | 4:20:24.2 | 4:51.5    | 13       |
| 5.       | Ott Tänak         | Kuldar Sikk          | Ford Fiesta RS WRC         | 4:20:35.3 | 5:02.6    | 10       |
| 6.       | Nasser Al-Attiyah | Giovanni Bernacchini | Citroën DS3 WRC            | 4:22:14.1 | 6:41.4    | 8        |
| 7.       | Armindo Araújo    | Miguel Ramalho       | Mini John Cooper Works WRC | 4:28:19.6 | 12:46.9   | 6        |
| 8.       | Sébastien Ogier   | Julien Ingrassia     | Škoda Fabia S2000          | 4:30:30.5 | 14:57.8   | 4        |
| 9.       | Ken Block         | Alex Gelsomino       | Ford Fiesta RS WRC         | 4:37:59.5 | 22:26.8   | 2        |
| 10.      | Ricardo Triviño   | Álex Haro            | Ford Fiesta RS WRC         | 4:39:03.4 | 23:30.7   | 1        |
| PWRC     |                   |                      |                            |           |           |          |
| 1.(11.)  | Benito Guerra     | Borja Rozada         | Mitsubishi Lancer Evo X    | 4:39:26.1 | 0.0       | 25       |
| 2.(12.)  | Nicolás Fuchs     | Fernando Mussano     | Mitsubishi Lancer Evo X    | 4:43:36.0 | 4:09.9    | 18       |
| 3.(14.)  | Michał Kościuszko | Maciek Szczepaniak   | Mitsubishi Lancer Evo X    | 5:00:13.5 | 20:47.4   | 15       |
| 4.(15.)  | Gianluca Linari   | Nicola Arena         | Subaru Impreza WRX STI     | 5:14:08.1 | 34:42.0   | 12       |
| 5.(16.)  | Tibor Érdi Jr.    | Attila Taborszki     | Mitsubishi Lancer Evo X    | 5:30:29.5 | 51:03.4   | -*       |
| 6.(17.)  | Rodrigo Salgado   | Diódoro Salgado      | Mitsubishi Lancer Evo IX   | 5:45:54.9 | 1:06:28.8 | 10       |
| 7.(18.)  | Ramona Karlsson   | Miriam Walfridsson   | Mitsubishi Lancer Evo X    | 5:59:29.2 | 1:20:03.1 | 8        |

*Questo team non ottiene punti per il campionato.

### Prove speciali
| Giorno                 | Prova | Ora   | Nome                             | Lunghezza | Vincitore                     | Tempo            | V. media         | Leader del rally   |
| ---------------------- | ----- | ----- | -------------------------------- | --------- | ----------------------------- | ---------------- | ---------------- | ------------------ |
| Frazione 1 (8–9 marzo) | PS1   | 20:09 | DC Shoes Guanajuato Street Stage | 1.05 km   | Petter Solberg                | 53.7             | 70.39 km/h       | Petter Solberg     |
| Frazione 1 (8–9 marzo) | PS2   | 8:08  | El Cubilete 1                    | 22.12 km  | Mikko Hirvonen                | 13:23.6          | 99.09 km/h       | Mikko Hirvonen     |
| Frazione 1 (8–9 marzo) | PS3   | 9:06  | Las Minas 1                      | 15.21 km  | Jari-Matti Latvala            | 11:22.9          | 80.18 km/h       | Jari-Matti Latvala |
| Frazione 1 (8–9 marzo) | PS4   | 9:47  | Los Mexicanos 1                  | 9.76 km   | Sébastien Loeb                | 7:53.3           | 74.24 km/h       | Jari-Matti Latvala |
| Frazione 1 (8–9 marzo) | PS5   | 10:08 | Ortega 1                         | 23.69 km  | Sébastien Loeb                | 14:08.7          | 100.49 km/h      | Mikko Hirvonen     |
| Frazione 1 (8–9 marzo) | PS6   | 13:36 | El Cubilete 2                    | 22.12 km  | Jari-Matti Latvala            | 13:11.8          | 101.86 km/h      | Sébastien Loeb     |
| Frazione 1 (8–9 marzo) | PS7   | 14:34 | Las Minas 2                      | 15.21 km  | Jari-Matti Latvala            | 11:03.1          | 82.58 km/h       | Sébastien Loeb     |
| Frazione 1 (8–9 marzo) | PS8   | 15:15 | Los Mexicanos 2                  | 9.76 km   | Jari-Matti Latvala            | 7:43.6           | 75.79 km/h       | Sébastien Loeb     |
| Frazione 1 (8–9 marzo) | PS9   | 15:36 | Ortega 2                         | 23.69 km  | prova cancellata              | prova cancellata | prova cancellata | Sébastien Loeb     |
| Frazione 1 (8–9 marzo) | PS10  | 17:24 | Monster León Street Stage        | 1.23 km   | Sébastien Loeb                | 1:16.4           | 57.96 km/h       | Sébastien Loeb     |
| Frazione 1 (8–9 marzo) | PS11  | 20:13 | Super Special 1                  | 2.21 km   | Nasser Al-Attiyah             | 1:39.5           | 79.96 km/h       | Sébastien Loeb     |
| Frazione 1 (8–9 marzo) | PS12  | 20:18 | Super Special 2                  | 2.21 km   | Chris Atkinson                | 1:38.3           | 80.94 km/h       | Sébastien Loeb     |
| Frazione 2 (10 marzo)  | PS13  | 6:54  | Ibarrilla 1                      | 29.90 km  | Jari-Matti Latvala            | 18:01.4          | 99.54 km/h       | Sébastien Loeb     |
| Frazione 2 (10 marzo)  | PS14  | 8:12  | Otates 1                         | 41.88 km  | Sébastien Loeb                | 30:19.9          | 82.84 km/h       | Sébastien Loeb     |
| Frazione 2 (10 marzo)  | PS15  | 11:06 | Ibarrilla 2                      | 29.90 km  | Sébastien Loeb                | 17:55.3          | 100.10 km/h      | Sébastien Loeb     |
| Frazione 2 (10 marzo)  | PS16  | 12:24 | Otates 2                         | 41.88 km  | Jari-Matti Latvala            | 29:54.7          | 84.01 km/h       | Sébastien Loeb     |
| Frazione 2 (10 marzo)  | PS17  | 15:30 | Comanjilla 1                     | 17.91 km  | Jari-Matti Latvala            | 10:21.1          | 103.81 km/h      | Sébastien Loeb     |
| Frazione 2 (10 marzo)  | PS18  | 16:45 | Super Special 3                  | 4.42 km   | Petter Solberg Sébastien Loeb | 3:14.3           | 81.89 km/h       | Sébastien Loeb     |
| Frazione 2 (10 marzo)  | PS19  | 16:50 | Super Special 4                  | 2.21 km   | prova cancellata              | prova cancellata | prova cancellata | Sébastien Loeb     |
| Frazione 2 (10 marzo)  | PS20  | 17:23 | Comanjilla 2                     | 17.91 km  | Jari-Matti Latvala            | 10:13.7          | 105.06 km/h      | Sébastien Loeb     |
| Frazione 3 (11 marzo)  | PS21  | 9:30  | Super Special 5                  | 4.42 km   | Thierry Neuville              | 3:12.5           | 82.7 km/h        | Sébastien Loeb     |
| Frazione 3 (11 marzo)  | PS22  | 10:33 | Guanajuatito                     | 54.76 km  | Mikko Hirvonen                | 36:30.7          | 89.2 km/h        | Sébastien Loeb     |
| Frazione 3 (11 marzo)  | PS23  | 12:06 | Derramadero                      | 11.51 km  | Sébastien Loeb                | 7:14.9           | 87.6 km/h        | Sébastien Loeb     |
| Frazione 3 (11 marzo)  | PS24  | 13:18 | VW Power Stage                   | 5.75 km   | Petter Solberg                | 3:11.4           | 102.7 km/h       | Sébastien Loeb     |

### Power Stage
| Pos | Pilota         | Tempo    | Distacco | V. media   | Punti |
| --- | -------------- | -------- | -------- | ---------- | ----- |
| 1   | Petter Solberg | 3:11.429 | 0.000    | 102.7 km/h | 3     |
| 2   | Sébastien Loeb | 3:12.900 | +1.471   | 101.9 km/h | 2     |
| 3   | Mads Østberg   | 3:14.109 | +2.680   | 101.3 km/h | 1     |

## Classifiche Mondiali

### Piloti
| Pos | Pilota             | Punti |
| --- | ------------------ | ----- |
| 1   | Sébastien Loeb     | 66    |
| 2   | Mikko Hirvonen     | 50    |
| 3   | Petter Solberg     | 47    |
| 4   | Mads Østberg       | 28    |
| 5   | Jari-Matti Latvala | 26    |
| 6   | Evgeny Novikov     | 21    |
| 7   | Dani Sordo         | 18    |
| 8   | Ott Tänak          | 14    |
| 9   | Nasser Al-Attiyah  | 8     |
| 10  | François Delecour  | 8     |
| 11  | Armindo Araújo     | 7     |
| 12  | Henning Solberg    | 6     |
| 13  | Pierre Campana     | 6     |
| 14  | Sébastien Ogier    | 4     |
| 15  | Patrik Sandell     | 4     |
| 16  | Martin Prokop      | 4     |
| 17  | Ken Block          | 2     |
| 18  | Eyvind Brynildsen  | 1     |
| 19  | Ricardo Triviño    | 1     |

### Costruttori
| Pos | Team                                  | Punti |
| --- | ------------------------------------- | ----- |
| 1   | Citroën Total World Rally Team        | 108   |
| 2   | Ford World Rally Team                 | 70    |
| 3   | M-Sport Stobart Ford World Rally Team | 38    |
| 4   | Mini WRC Team                         | 26    |
| 5   | Qatar World Rally Team                | 16    |
| 6   | Adapta World Rally Team               | 12    |
| 7   | Citroën Junior World Rally Team       | 6     |

### Piloti P-WRC
| Pos | Pilota            | Punti |
| --- | ----------------- | ----- |
| 1   | Michał Kościuszko | 40    |
| 2   | Benito Guerra     | 25    |
| 3   | Louise Cook       | 18    |
| 4   | Nicolás Fuchs     | 18    |
| 5   | Gianluca Linari   | 12    |
| 6   | Rodrigo Salgado   | 10    |
| 7   | Ramona Karlsson   | 8     |